# Perú en los Juegos Parapanamericanos de 2019
Perú fue uno de los países que participaron en los Juegos Parapanamericanos de 2019 en la ciudad de Lima, Perú. La delegación peruana estuvo compuesta por 137 deportistas que compitieron en 16 disciplinas deportivas. La abanderada en la ceremonia de apertura fue la para taekwondista Angélica Espinoza. Perú obtuvo 15 medallas (5 de oro, 3 de plata y 7 de bronce).

## Medallistas
| Medalla           | Atleta / Equipo   | Deporte               | Evento                              | Fecha           |
| ----------------- | ----------------- | --------------------- | ----------------------------------- | --------------- |
| Medalla de oro    | Rosbil Guillén    | Para atletismo        | 1500 metros T11                     | 28 de agosto    |
| Medalla de oro    | Angélica Espinoza | Para taekwondo        | -49kg K44                           | 30 de agosto    |
| Medalla de oro    | Pedro De Vinatea  | Para bádminton        | Individual SL3                      | 31 de agosto    |
| Medalla de oro    | Pilar Jáuregui    | Para bádminton        | Individual WH2                      | 1 de septiembre |
| Medalla de oro    | Rimas Hilario     | Para ciclismo de ruta | Contra reloj C1-2                   | 1 de septiembre |
| Medalla de plata  | Carlos Felipa     | Para atletismo        | Bala F63                            | 25 de agosto    |
| Medalla de plata  | Jorge Arcela      | Para tiro             | 10 metros rifle de aire tendido SH1 | 25 de agosto    |
| Medalla de plata  | Luis Sandoval     | Para atletismo        | 5000 metros T11                     | 28 de agosto    |
| Medalla de bronce | Antero Villalobos | Judo                  | -81 kg                              | 25 de agosto    |
| Medalla de bronce | Efraín Sotacuro   | Para atletismo        | 1500 metros T46                     | 25 de agosto    |
| Medalla de bronce | Juana Vásquez     | Para atletismo        | -50 kg                              | 29 de agosto    |
| Medalla de bronce | Donia Felices     | Para natación         | 50 metros mariposa S5 (S1-S4)       | 30 de agosto    |
| Medalla de bronce | William Fernández | Para powerlifting     | -61kg K44                           | 30 de agosto    |
| Medalla de bronce | Héctor Salva      | Para bádminton        | Individual SS6                      | 31 de agosto    |
| Medalla de bronce | Rodrigo Santillán | Para natación         | 100 metros espalda S2 (S1)          | 31 de agosto    |

## Atletas
| Disciplina                    | Deportistas |
| Baloncesto en silla de ruedas | 24          |
| Boccia                        | 4           |
| Fútbol 5                      | 10          |
| Fútbol 7                      | 14          |
| Golbol                        | 12          |
| Judo                          | 1           |
| Para atletismo                | 14          |
| Para bádminton                | 8           |
| Para ciclismo de ruta         | 2           |
| Para natación                 | 4           |
| Para powerlifting             | 4           |
| Para taekwondo                | 4           |
| Para tenis de mesa            | 4           |
| Para tiro                     | 3           |
| Tenis en silla de ruedas      | 5           |
| Voleibol sentado              | 24          |
| Total                         | 137         |